# Tennistoernooi van Tokio 1999
Het tennistoernooi van Tokio van 1999 werd van 12 tot en met 18 april 1999 gespeeld op de hardcourtbanen van het Ariake Tennis Forest Park (met overdekt center court genaamd Ariake Colosseum) in de Japanse hoofdstad Tokio. De officiële naam van het toernooi was Japan Open.
Het toernooi bestond uit twee delen:
- WTA-toernooi van Japan 1999, het toernooi voor de vrouwen
- ATP-toernooi van Tokio 1999, het toernooi voor de mannen

ATP-toernooi van Tokio‎ – WTA-toernooi van Tokio

2000 · 
2001 · 
2002 · 
2003 · 
2004 · 
2005 · 
2006 · 
2007 · 
2008 · 
2009 · 
2010 · 
2011 · 
2012 · 
2013 · 
2014 · 
2015 · 
2016 · 
2017